# 威爾斯足球協會

威爾斯足球協會舊會徽（2011年前）

威爾斯足球協會舊會徽（2011–2019年）

威爾斯足球總會（簡稱FAW）是負責威爾斯足球運動的法定機構。威爾斯足總是国际足联及歐洲足協的正式會員，成立於1876年，是僅次於英格蘭足球總會及蘇格蘭足球總會之後，世界第三個國家足球協會。
威爾斯足球總會與其他4個協會（英格蘭、蘇格蘭、北愛爾蘭及国际足联）組成國際足球協會理事會，負責編制足球比賽新規章或修改現有規則。
威爾斯足球總會負責威爾斯足球運動的行政工作，包括六支國家隊的營運：
- 男子國家隊
- 二十一歲以下國家隊
- 十八歲以下國家隊
- 十六歲以下國家隊
- 女子國家隊
- 十六歲以下女子國家隊

威爾斯足總主辦多項淘汰制足球競賽，包括以下五項重要盃賽：
- 威爾斯杯
- 威爾斯超級盃
- 威爾斯足總錦標賽（英语：FAW Trophy）
- 威爾斯女子挑戰杯（英语：FAW Women's Cup）
- 威爾斯青年杯（英语：FAW Welsh Youth Cup）

威爾斯足總還負責組織威爾斯足球聯賽系統的三個高級別聯賽，包括：
- 威尔士足球超级联赛
- 威尔士足球北部联赛與威尔士足球南部联赛
- 威尔士足球地区联赛（英语：Ardal Leagues）

## 外部連結
- 威爾斯足球總會官方網站 （页面存档备份，存于）